# Richard Lietz
Richard Lietz (Waidhofen an der Ybbs, 17 december 1983) is een Oostenrijks autocoureur. In 2015 werd hij wereldkampioen in de LMGTE Pro-klasse van het FIA World Endurance Championship. In 2018 won hij de 24 uur van de Nürburgring en in 2019 de 24 uur van Spa-Francorchamps.

## Carrière

### Formuleracing
Lietz begon zijn autosportcarrière in 1997 op veertienjarige leeftijd in het karting en in diverse ijsrally's. In 2000 maakte hij de overstap naar het formuleracing en debuteerde hij in de Formule BMW ADAC Junior Cup, waarin hij met vier podiumplaatsen zesde werd. In 2001 werd hij opnieuw zesde, ditmaal met twee zeges op de Lausitzring en de Salzburgring.
In 2002 stapte Lietz over naar het Duitse Formule 3-kampioenschap, waarin hij voor Palfinger F3 Racing reed. Hij had echter een verouderd chassis, waardoor hij geen kansen kreeg om punten te scoren. Ook reed hij in vier races van het Oostenrijkse Formule 3-kampioenschap en won tweemaal op het Autodrom Most. In 2003 kwam Lietz uit in de nieuwe Formule 3 Euroseries, waarin hij voor het team HBR Motorsport uitkwam. Hij kwam slechts drie keer tot scoren, met een vijfde plaats op de Nürburgring als hoogtepunt. Met 7 punten werd hij achttiende in de eindstand.

### Porsche-kampioenschappen

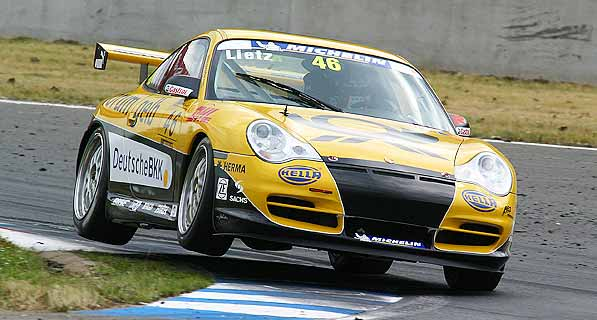
Richard Lietz op de Motorsport Arena Oschersleben in 2005.

In 2004 maakte Lietz de overstap naar de Duitse Porsche Carrera Cup. Hij behaalde twee podiumfinishes en werd vierde in de eindstand, waardoor hij de best geklasseerde rookie van het jaar was. In 2005 beëindigde hij het seizoen als derde met drie podiumplaatsen. Daarnaast kwam hij voor Tolimit Motorsport uit in de Porsche Supercup. Hij won de race op het Circuit de Nevers Magny-Cours en eindigde ook op de Hockenheimring Baden-Württemberg op het podium. Met 130 punten werd hij vijfde in het eindklassement als de beste rookie van het jaar.
In 2006 reed Lietz opnieuw in zowel de Carrera Cup als in de Supercup. In de Carrera Cup behaalde hij een zege op het Circuit de Catalunya en eindigde hij in twee andere races op het podium, waardoor hij vierde in het kampioenschap werd. In de Supercup won hij op het Circuit de Monaco en Hockenheim, waardoor hij met 157 punten achter Richard Westbrook en Uwe Alzen derde werd.

### International GT Open
In 2007 werd Lietz een officiële fabriekscoureur van Porsche, dat hem in de International GT Open liet rijden. Hij deelde hier de auto met Joël Camathias, met wie hij op Magny-Cours, de Motorsport Arena Oschersleben en het Autodromo Nazionale Monza zeges behaalde. Het duo werd uiteindelijk gekroond tot kampioenen in de GTA-klasse.

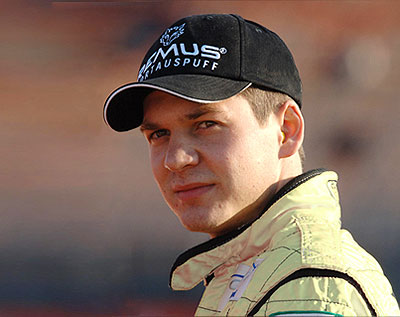
Richard Lietz in 2008.

In 2008 kreeg Lietz in de GT Open een nieuwe teamgenoot in Gianluca Roda. Zij behaalden vijf overwinningen op het Circuit Ricardo Tormo Valencia, het Autódromo do Estoril, het Valencia Street Circuit, Magny-Cours en Monza. Desondanks werd het duo achter Michele Maceratesi en Andrea Montermini tweede in de eindstand.
In 2009 bleef Lietz met Roda in de GT Open rijden. Hij behaalde twee zeges op het Autódromo Internacional do Algarve en het Circuit de Spa-Francorchamps, waardoor hij achter de inschrijving van Camathias en Marcel Fässler tweede in het eindklassement werd. In 2010 behaalde hij met Roda twee zeges in Magny-Cours en Barcelona, waardoor hij wederom tweede werd, ditmaal achter Álvaro Barba en Pierre Kaffer.

### Le Mans Series

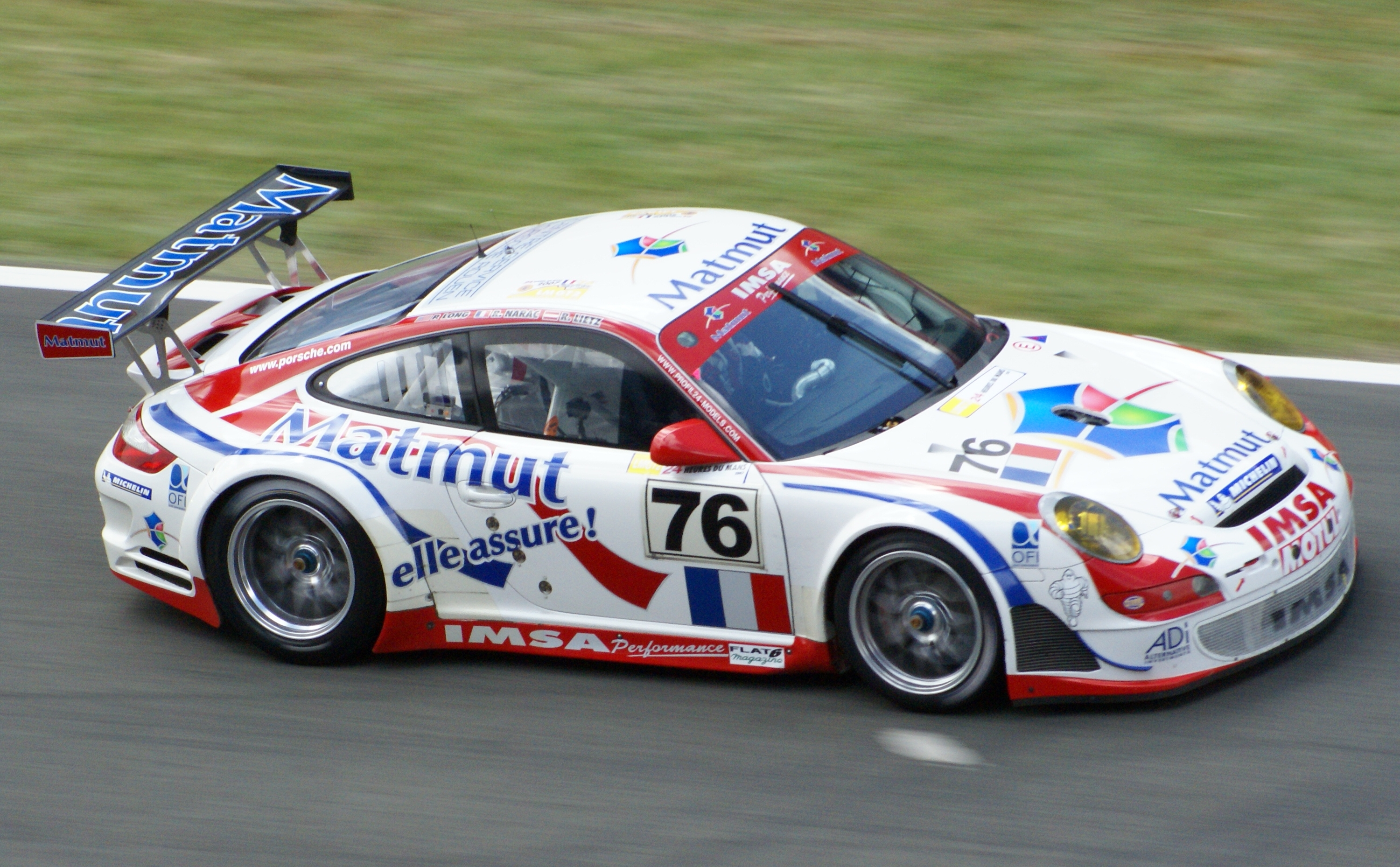
Richard Lietz tijdens de 24 uur van Le Mans in 2007.

In 2007 debuteerde Lietz tevens in de Le Mans Series voor IMSA Performance Matmut, waarin hij samen met Raymond Narac in de GT2-klasse reed. Hij behaalde een podiumplaats op Silverstone en werd met 11 punten tiende in de klasse. Daarnaast kwam hij dat jaar ook uit in de 24 uur van Le Mans, waar hij samen met Narac en Patrick Long de zege behaalde.
In 2008 bleef Lietz actief voor IMSA Performance Matmut met Narac als teamgenoot. Hij behaalde twee podiumfinishes in Barcelona en op de Nürburgring. Tevens won hij de race op Monza, maar na afloop werd hij gediskwalificeerd omdat zijn auto niet aan de technische reglementen voldeed. Met 15 punten werd hij zevende in de eindstand. Hiernaast keerde hij terug in de 24 uur van Le Mans, waar hij de auto opnieuw met Narac en Long deelde. Na 26 ronden moest de inschrijving uitvallen.
In 2009 stapte Lietz binnen de Le Mans Seris over naar het Team Felbermayr-Proton, waar hij de auto met Marc Lieb deelde. Hij won drie races op Barcelona, Spa en de Nürburgring en werd zo met 36 punten kampioen in de GT2-klasse. In de 24 uur van Le Mans nam hij met Lieb en Wolf Henzler deel aan de GT2-klasse. Na 24 ronden moest de auto de strijd staken.
In 2010 behaalde Lietz met Lieb drie overwinningen op het Circuit Paul Ricard, Spa en de Hungaroring. Met 87 punten werd hij voor het tweede achtereenvolgende seizoen kampioen in de GT2-klasse. In de 24 uur van Le Mans zegevierde hij eveneens in de GT2-klasse, samen met Lieb en Henzler.
In 2011 werd de GT2-klasse van de Le Mans Series opgeheven en vervangen door de LMGTE Pro- en LMGTE Am-klassen. Lietz kwam voor Team Felbermayr-Proton uit in de Pro-klasse, wederom met Lieb als teamgenoot. Hij behaalde drie podiumfinishes op het Autodromo Internazionale Enzo e Dino Ferrari, Silverstone en Estoril, waardoor hij met 44 punten derde in de eindstand werd. In de 24 uur van Le Mans werd hij met Lieb en Henzler vierde in de LMGTE Pro-klasse.

### FIA World Endurance Championship
In 2012 stapte Lietz over naar het nieuwe FIA World Endurance Championship (WEC), waarin hij voor het Team Felbermayr-Proton in de LMGTE Pro-klasse een auto met Lieb deelde. Hij won de 6 uur van Spa-Francorchamps en de 6 uur van Fuji en stond in zes andere races op het podium. De klasse had dat jaar nog geen apart klassement, waardoor hij enkel op plaats 39 in het hoofdkampioenschap werd geklasseerd.

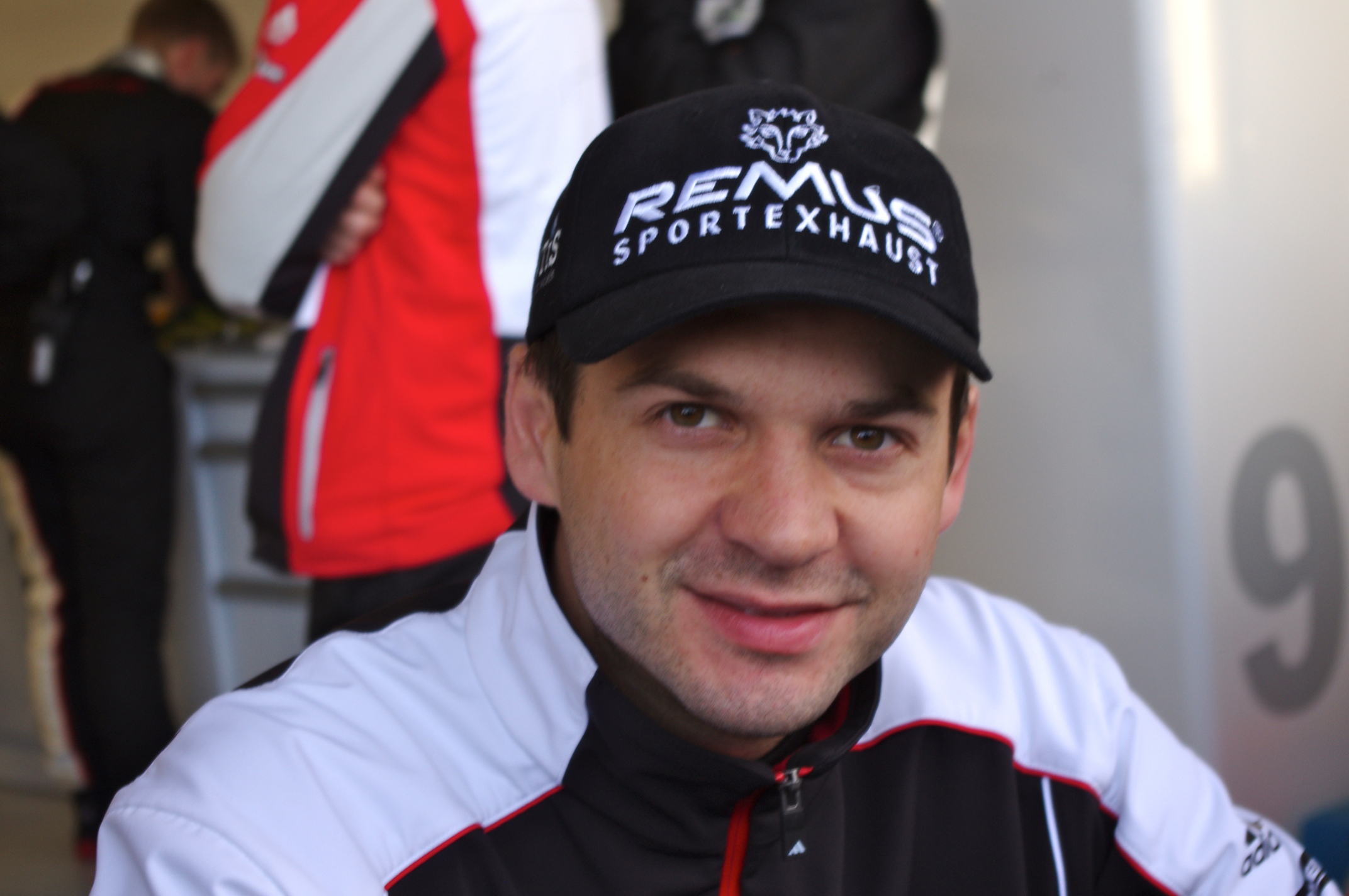
Richard Lietz tijdens de 6 uur van Silverstone in 2013.

In 2013 maakte Lietz, net als Lieb, de overstap naar het Porsche AG Team Manthey. De twee wonnen hier, samen met Romain Dumas, de 24 uur van Le Mans. Dit bleek hun enige podiumfinish van het jaar, waardoor zij met 123 punten vierde werden in het eerste aparte LMGTE Pro-klassement.
In 2014 begon Lietz het seizoen voor het Porsche Team Manthey in de auto met startnummer 92, die hij deelde met Frédéric Makowiecki en Marco Holzer. Hij reed twee van de eerste vier races in deze auto, waarin hij de 6 uur van Spa-Francorchamps won en tweede werd in de 2014. Halverwege het seizoen stapte hij over naar de auto met startnummer 91 als vervanger van Nick Tandy en teamgenoot van Jörg Bergmeister. Hier behaalde hij nog een podiumfinish in de 6 uur van Shanghai. Met 111 punten werd hij derde in het kampioenschap.
In 2015 deelde Lietz de auto met Michael Christensen, alhoewel hij ook een race met Makowiecki reed. Hij behaalde de overwinning in de 6 uur van de Nürburgring, de 6 uur van het Circuit of the Americas en de 6 uur van Shanghai. Ook behaalde hij twee podiumfinishes in de 6 uur van Silverstone en de 6 uur van Spa-Francorchamps. Met 145 punten werd hij gekroond tot kampioen in de klasse.

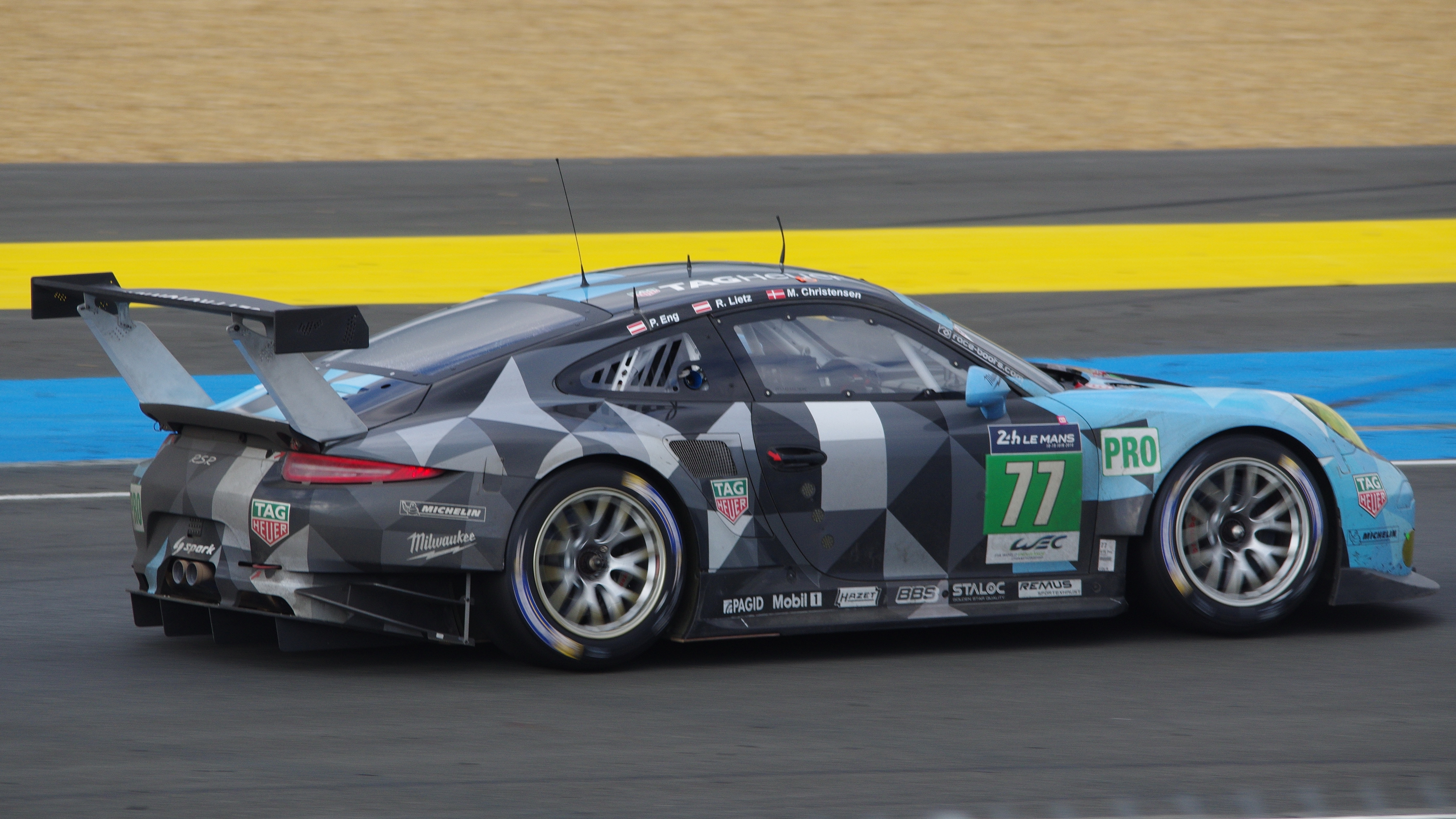
Richard Lietz in de 24 uur van Le Mans in 2016.

In 2016 reed Lietz met Christensen voor Dempsey-Proton Racing. Hij kende een relatief moeilijk seizoen, waarin een vierde plaats in de 6 uur van Spa-Francorchamps zijn beste resultaat was. Met 74 punten zakte hij naar de achtste plaats in het eindklassement.
In 2017 stapte Lietz binnen het WEC over naar het Porsche GT Team, waar hij met Makowiecki een team vormde. Het duo behaalde zes podiumfinishes in de 6 uur van Silverstone, de 24 uur van Le Mans, de 6 uur van de Nürburgring, de 6 uur van Mexico-Stad, de 6 uur van Fuji en de 6 uur van Shanghai. Met 145 punten werden zij, achter de inschrijving van James Calado en Alessandro Pier Guidi, tweede in de eindstand.
In het seizoen 2018-2019 kreeg Lietz in Gianmaria Bruni een nieuwe teamgenoot bij het Porsche GT Team. Hij behaalde de zege in de 1000 mijl van Sebring en stond ook in de 24 uur van Le Mans 2018, de 6 uur van Shanghai en de 24 uur van Le Mans 2019 op het podium. Met 131 punten werd hij derde in het eindklassement.
In het seizoen 2019-2020 won Lietz met Bruni de 4 uur van Silverstone. Ook behaalde hij podiumplaatsen in de 4 uur van Shanghai en de 8 uur van Bahrein. Met 111 punten werd hij zevende in het kampioenschap.
In 2021 behaalde Lietz met Bruni drie podiumplaatsen in de 6 uur van Monza, de 24 uur van Le Mans en de 6 uur van Bahrein. Met 111 punten werd hij derde in het eindklassement.
In 2022 stond Lietz met Bruni in de seizoensopener, de 1000 mijl van Sebring, op het podium, en behaalden de twee samen met Makowiecki de zege in de 24 uur van Le Mans. Hij miste wel de 6 uur van Monza, waarin Makowiecki optrad als zijn vervanger. Met 115 punten werd hij vijfde in de eindstand.
In 2023 reed Lietz niet in het WEC, maar nam hij wel deel aan de 24 uur van Le Mans. Samen met Michael Fassbender en Martin Rump nam hij deel aan de LMGTE Am-klasse voor het team Proton Racing, maar zij moesten na 246 ronden de strijd staken.
In 2024 keert Lietz terug in het WEC, waarin hij in de nieuwe LMGT3-klasse voor Manthey EMA rijdt.

### IMSA SportsCar Championship

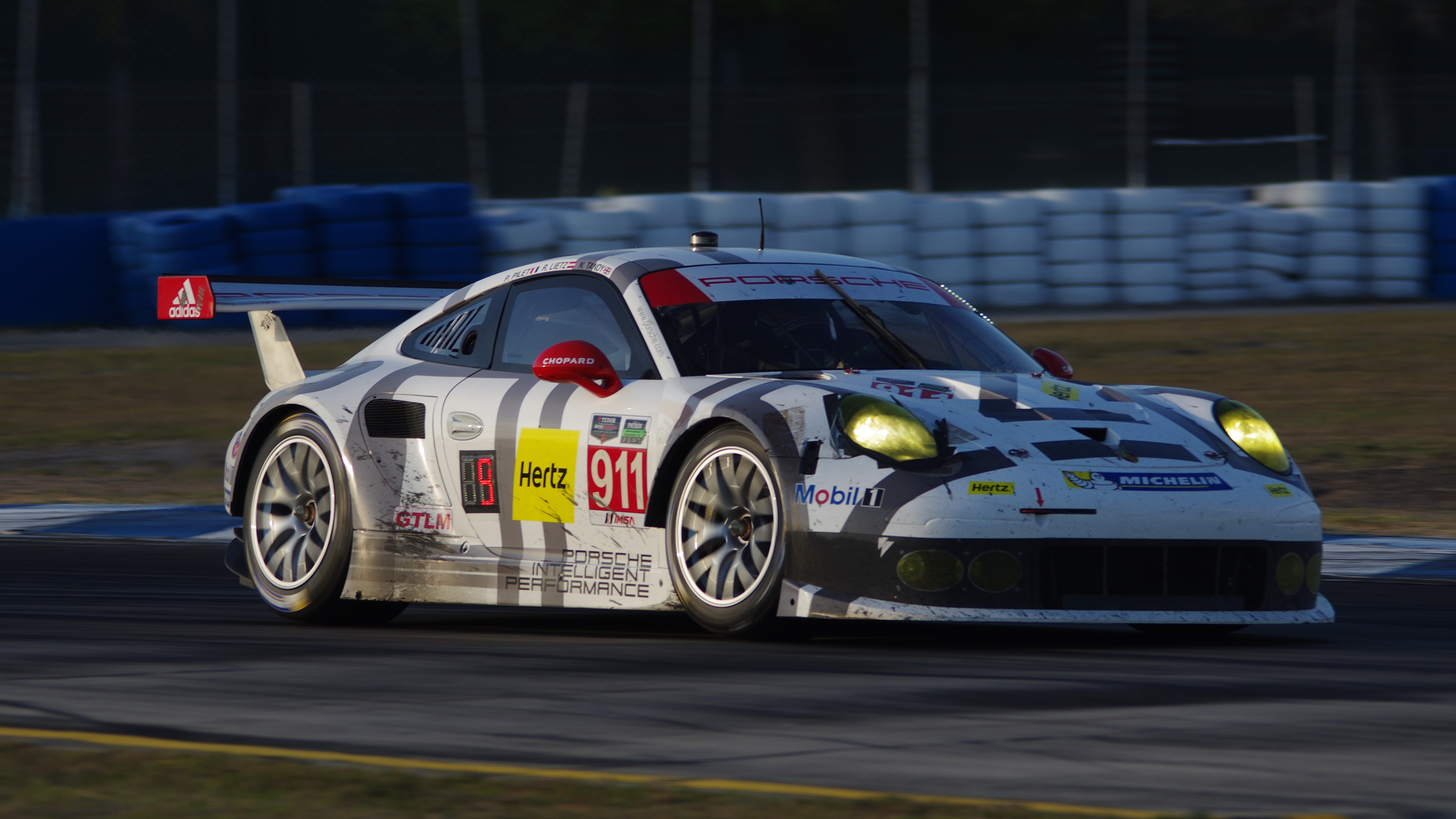
Richard Lietz tijdens de 12 uur van Sebring in 2014.

In 2014 reed Lietz in het grootste deel van het seizoen van het IMSA SportsCar Championship in de GTLM-klasse voor het team Porsche North America, waar hij de auto met Tandy en Patrick Pilet deelde. Hij won de seizoensopener, de 24 uur van Daytona. Hij miste de laatste drie races na zijn terugkeer in het WEC en werd met 210 punten vijftiende in het kampioenschap.
In de jaren na 2014 keerde Lietz sporadisch terug in het kampioenschap. In 2015 won hij samen met Pilet en Tandy de seizoensfinale, de Petit Le Mans. In 2022 reed hij de 24 uur van Daytona in de GTD-klasse voor Wright Motorsports, waar hij de auto deelde met Ryan Hardwick, Jan Heylen en Zacharie Robichon. Uiteindelijk won zijn inschrijving de klasse.

### European Le Mans Series
In 2015 keerde Lietz terug in de Le Mans Series, dat van naam was veranderd naar de European Le Mans Series (ELMS). Voor het team Proton Competition nam hij vanaf de tweede race van het seizoen plaats in de auto, die hij met Christian Ried, Marco Mapelli en Sebastian Asch deelde. In zijn eerste race op Imola behaalde hij een podiumplaats, waardoor hij met 45 punten negende in de eindstand werd. In 2016 reed hij met Ried en Gianluca Roda in de openingsrace, voordat hij werd vervangen door Klaus Bachler.
In 2020 reed Lietz voor het eerst sinds 2011 een volledig seizoen in de ELMS en zijn voorgangers, waarin hij samen met Fassbender en Felipe Fernández Laser in de LMGTE-klasse uitkwam voor Proton Competition. Hij behaalde een podiumplaats op Spa en werd met 47 punten zesde in het kampioenschap.
In 2021 bleef Lietz actief bij Proton, waar hij opnieuw de auto deelde met Fassbender en Fernández Laser, alhoewel de laatste voor een race werd vervangen door Jaxon Evans. Hij behaalde een podiumplaats in de seizoensfinale op Portimão en werd met 61 punten vijfde in de LMGTE-klasse.
In 2022 deelde Lietz de auto met Fassbender en Robichon. Hij behaalde een podiumplaats in de seizoensopener op Paul Ricard en werd met 35 punten veertiende in het klassement.
In 2023 bleef Lietz teamgenoten met Fassbender, maar werd Robichon vervangen door Rump. Hij behaalde een podiumplaats op het Motorland Aragón en werd met 22 punten dertiende in de eindstand.

### Overige races
Lietz nam regelmatig deel aan andere langeafstandsraces, zoals de 24 uur van de Nürburgring en de 24 uur van Spa-Francorchamps. In 2018 zegevierde hij op de Nürburgring voor het team Manthey Racing, waar hij een Porsche 911 GT3 R deelde met Makowiecki, Pilet en Tandy. In 2019 won hij voor GPX Racing de race op Spa-Francorchamps, een zege die hij deelde met Christensen en Kévin Estre.